# Paraturbanella scanica
Paraturbanella scanica är en djurart som tillhör fylumet bukhårsdjur, och som beskrevs av Clausen 1996. Paraturbanella scanica ingår i släktet Paraturbanella och familjen Turbanellidae. Inga underarter finns listade i Catalogue of Life.